# Ramarama (Sprachen)

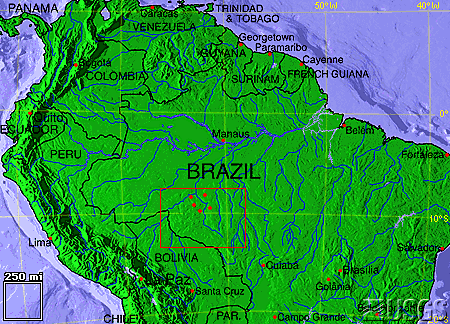
Karte über berichtetes Vorkommen von Ramarama Sprachen

Die Sprachfamilie Ramarama gehört zu den Tupí-Sprachen in Südamerika. Es gibt nur eine einzige noch lebende Sprache, die dieser Sprachfamilie zugeordnet wird, die von den Karo gesprochene Sprache Karo. In den Jahren von 1925 bis 1955 hatten verschiedene Ethnologen dieser Sprachfamilie neben der Sprache Karo die Sprachen Ntogapíd (oder Itogapúk), Ramarama, Uruku, Urumi und Ytangá zugeordnet. Doch handelte es sich, wie später von dem Linguisten Nilson Gabas dargelegt wurde, bei all diesen vermeintlich verschiedenen Sprachen um ein und dieselbe Sprache, Karo. Im Ethnologue wird jedoch die ausgestorbene Sprache Urumi als zweite eigenständige Sprache der Familie Ramarama zugeordnet.